# Ermira Gjata
Ermira Gjata, z d. Bahidi (ur. 3 października 1956 w Elbasanie) – albańska aktorka i reżyserka.

## Życiorys
Ukończyła szkołę średnią w Elbasanie w 1975, a w 1979 studia aktorskie w Instytucie Sztuk w Tiranie. W latach 1979–1982 występowała w teatrze w Elbasanie. W 1982 rozpoczęła pracę wykładowcy w Instytucie Sztuk w Tiranie, obecnie na stanowisku profesora.
Na dużym ekranie zadebiutowała w 1984 rolą Eli w filmie Në çdo stinë. Potem zagrała jeszcze w 7 filmach fabularnych. W 1999 wyreżyserowała film Une, ti dhe Kasandra. W 2022 wydała powieść Shtëpia te Porta e Kalasë.

## Role filmowe
- 1980: Në çdo stinë jako Ela
- 1980: Nusja jako Bardha
- 1984: Nxenesit e klases sime jako nauczycielka Nora
- 1985: Vjeshte e nxehte e 41-se jako Bakovica
- 1987: Rrethi i kujteses jako Eli
- 1987: Pas fasades jako Jeta
- 1993: Zemra e nënës jako narzeczona
- 1997: Bolero
- 2017: You Can Call Me John jako Greta Nini

## Scenariusze filmowe
- 1997: Bolero
- 1999: Une, ti dhe Kasandra

## Filmy wyreżyserowane
- 1999: Une, ti dhe Kasandra

## Publikacje
- 2006: Komunikimi përmes tekstit artisik : narracioni, poezia, teatri, kinemaja